# Sergei Mariev
Sergei Mariev (* 1976 in Sankt Petersburg) ist ein deutscher Byzantinist.
Mariev studierte Klassische Philologie (Classical Studies, Classical Civilization) an der Brigham Young University in Provo (Utah) (1993–1996, B.A.) und anschließend Byzantinistik, Gräzistik und lateinische Philologie des Mittelalters an der Ludwig-Maximilians-Universität München (1996–2002, Magister Artium). Er wurde 2005 an der Universität München mit einer kritischen Edition und Übersetzung der Chronik des Johannes von Antiochia promoviert, die 2008 in der Reihe Corpus Fontium Historiae Byzantinae im Druck erschien. 2013 habilitierte er sich für das Fach Byzantinistik und Neugriechische Philologie am Institut für Byzantinistik, Byzantinische Kunstgeschichte und Neogräzistik der Universität München. Seine Habilitation mit dem Titel Ästhetische Theorien in Byzanz wurde 2014 mit dem Habilitationspreis der Gesellschaft von Freunden und Förderern der Universität München e. V. ausgezeichnet.
Zwischen 2008 und 2013 war er Akademischer Rat a. Z. und von 2014 bis 2018 Akademischer Oberrat a. Z. an der Universität München. Seit 2018 leitet er am Arbeitsbereich Byzantinistik der Johannes Gutenberg-Universität Mainz das Forschungsprojekt „Bessarion und die byzantinische Kultur im öffentlichen Bewusstsein des späten 15. Jahrhunderts“, das durch das Heisenberg-Programm der Deutschen Forschungsgemeinschaft finanziert wird.
Seine Forschungsschwerpunkte liegen im Bereich der byzantinischen Geschichtsschreibung, der griechischen Paläographie und der byzantinischen Philosophie.  
Er ist Begründer und Herausgeber der Schriftenreihe „Byzantinisches Archiv – Series Philosophica“ (seit 2017).

## Schriften (Auswahl)
- Franciscus Sanchez: Quod nihil scitur, Dass nichts gewusst wird. Lateinisch und Deutsch. Einleitung und Anmerkungen von Kaspar Howald, Übersetzung von Damian Caluori und Kaspar Howald, lateinischer Text von Sergei Mariev (= Philosophische Bibliothek. Band 586). Felix Meiner, Hamburg 2006, ISBN 978-3-7873-1815-5.⅝
- Ioannis Antiocheni fragmenta quae supersunt omnia. Greek text with English translation (= Corpus Fontium Historiae Byzantinae. Series Berolinensis, Band 47). De Gruyter, Berlin 2008, ISBN 978-3-11-020402-5 (zugleich Dissertation, Universität München 2005).
- mit Wiebke-Marie Stock (Hrsg.): Aesthetics and Theurgy in Byzantium (= Byzantinisches Archiv. Band 25). De Gruyter, Berlin/Boston 2013, ISBN 978-1-614-51327-8.
- Ästhetische Theorien in Byzanz. Habilitationsschrift, Ludwig-Maximilians-Universität München 2013.
- Bessarion: Über Natur und Kunst / De Natura et Arte. Griechisch – Lateinisch – Deutsch (= Philosophische Bibliothek. Band 670). Neu ediert, übersetzt und mit einer Einleitung und Kommentar herausgegeben von Sergei Mariev, Monica Marchetto und Katharina Luchner. Meiner, Hamburg 2015, ISBN 978-3-7873-2705-8.
- mit Albrecht Berger, Günter Prinzing und Alexander Riehle (Hrsg.): Koinotaton Doron: Das späte Byzanz zwischen Machtlosigkeit und kultureller Blüte (1204–1461) (= Byzantinisches Archiv. Band 31). De Gruyter, Berlin 2016.
- als Hrsg.: Byzantine Perspectives on Neoplatonism (= Byzantinisches Archiv. Series Philosophica, Band 1). De Gruyter, Berlin 2017, ISBN 978-1-5015-0359-7.
- als Hrsg.: Bessarion’s treasure. Editing, translating and interpreting Bessarion's literary heritage (= Byzantinisches Archiv. Series Philosophica, Band 3). De Gruyter, Berlin 2021, ISBN 978-3-11-060180-0.